# 台湾省 (中华人民共和国)
台湾省是中華人民共和國法定的34個省級行政區之一，也是中華人民共和國法定的省份之一，其轄區包括臺灣及其附屬島嶼、澎湖群島，以及钓鱼岛及其附属岛屿。由於第二次国共内战后海峡两岸事實分治的政治格局，该省現處於法定設置狀態。其中，臺灣本島及澎湖列島等地實際由中華民國統治；钓鱼岛及其附属岛屿附近領海現由中華人民共和國及日本政府船舶交替巡邏。在中華民國行政區劃中也設有臺灣省，但两者轄区划分有所不同。
目前，中华人民共和国政府部门在实务中使用台湾省称谓。在涉台用语领域，相關名称有“中国台湾省”一词。2016年《新华社新闻信息报道中的禁用词和慎用词》第70条规定，“台湾是中国的一个省，但考虑到台湾同胞的心理感受，现在一般不称‘台湾省’，多用‘台湾地区’或‘台湾’”。
聯合國要求相關機構在實務中使用「中國台灣省」一詞指代台灣。中華人民共和国外交部部長、中央外事工作委員會辦公室主任王毅2025年3月7日在第十四屆全國人大的記者會上亦称，台灣在聯合國的唯一稱謂是「中國台灣省」。

## 历史

### 对台作战计划
1949年3月，中国共产党中央委员会成立中共中央华东局，中共中央主席毛泽东提出管辖范围应包括台湾。应中共中央的要求，华东局提出了攻佔台湾后的台湾省政权的组成人员：舒同为中共台湾省委书记，刘格平为省委副书记。当时组建了台湾的省委、省政府各部厅、地委、县委的领导班子，并集中进行了有关台湾知识、政策的培训。
1949年3月15日，新华社发表《中国人民一定要解放台湾》的时评，首次提出“解放台湾”的口号。同年，中国人民解放军于三大战役取得胜利后，进一步越过长江，并迅速南下，中華民國政府丢失了中国大陆，撤退到臺灣。1949年9月中国人民政治协商会议第一届全体会议召开，通过《中国人民政治协商会议共同纲领》，宣告成立中華人民共和國中央人民政府，主张接替中华民国政府成为中国的唯一合法政府，在行政区划将台湾仍列为一個省。1950年5月17日，中国人民解放军第三野战军前委发出《保证攻台作战胜利的几点意见》，并成立以粟裕为总指挥的前线指挥部，以3个兵团、12个军，共50万人的兵力，投入对台作战准备。1950年6月25日，朝鲜战争爆发之后，美军武力封锁台湾海峡，“解放台湾”的计划搁置，中共中央设立对台工作领导小组來处理涉台事务。
朝鲜战争结束后，1954年8月22日，中国人民政治协商会议、中国共产党和各民主党派、人民团体，联合发表《解放台湾联合宣言》。1954年8月，中共中央军委批示华东军区，向参战部队下达准备同国军作战的命令，并批准成立以张爱萍为司令兼政委的浙东前线指挥部。1955年初，华东部队开始攻佔东南沿海岛屿的计划。到2月25日，攻佔全部浙江沿海各岛。尔后，遵照中央军委指示，华东部队挥师入闽，与福建部队会合，准备攻打金门、台湾。但在此后，由于美国加大干涉，攻打台湾始终未能实现。

### 一国两制构想
1955年5月，中华人民共和国国务院总理周恩来在第一届全国人民代表大会常务委员会会议上即提出：中国人民解决台湾问题有两种可能的方式，即战争的方式與和平的方式，中国人民愿意在可能的条件下，争取用和平的方式解决问题。1956年，中国共产党中央委员会主席毛泽东第一次提出以“第三次国共合作”来“和平解放台湾”。1958年9月，中华人民共和国政府发布《中华人民共和国政府关于领海的声明》，宣稱台湾及其周围各個島嶼、澎湖群島为中华人民共和国领土。声明并指，“台湾和澎湖地区现在仍然被美国武力侵占，这是侵犯中华人民共和国领土完整和主权的非法行为。台湾和澎湖等地尚待收复，中华人民共和国政府有权采取一切适当的方法，在适当的时候，收复这些地区，这是中国的内政，不容外国干涉。”同年，金门炮战爆发，中华人民共和国国防部发表《国防部告台湾同胞书》，写道：“台、澎、金、马是屬於中国的一部分，不是另一个国家。世界上只有一个中国，没有两个中国。这一点，也是你们同意的，见之于你们领导人的文告。”再次表明中国共产党和中华人民共和国政府对台湾问题的立场。1961年，毛泽东提出“一国两制”的雏形。1963年，一国两制雏形被周恩来概括为“一纲四目”方针。:500。
1979年1月1日，中华人民共和国與美国正式建交。同日，第五屆全国人大常委会发布《告台湾同胞书》，宣布停止对金门炮击，呼吁和平统一。1981年9月30日，中共中央副主席、全国人大常委会委员长叶剑英发表谈话，进一步阐明解决台湾问题的方针與政策。表示“国家实现统一以后，台湾可作为特别行政区，享有高度的自治权”，並且建议由两岸的执政黨國民黨及中共两党举行对等谈判（参见：葉九條）。1982年1月11日，中共中央副主席、中央军委主席邓小平就叶剑英的谈话指出：这实际上就是“一个国家、两种制度”，在国家实现统一的前提下，国家主体实行社会主义制度，台湾实行资本主义制度。1983年6月26日，时任中共中央军委主席、中共中央顾问委员会主任鄧小平在會見美國新澤西州薛顿贺尔大学教授楊力宇時提出：
|  | 台湾特别行政区可以擁有自己的獨立性，可以實行同大陸不同的制度。司法獨立，終審權不須到北京。台灣還可以擁有自己的軍隊，只是不能構成對大陸的威脅。大陸不派人駐臺，不僅軍隊不去，行政人員也不去。台灣的黨、政、軍等系統，都由台灣自己來管。中央政府還要給台灣留出名額。 |

1992年10月12日，中共中央总书记、中央军委主席江泽民指出：“我们坚定不移地按照‘和平统一、一国两制’的大方针，即积极促进祖国统一。“我们再次重申，中国共产党愿意同国民党尽早接触，以便创造条件，就正式结束两岸敌对状态、逐步实现和平统一进行谈判。在商谈中，可以吸收两岸其他政党、团体和各界有代表性的人士参加。”

## 行政区划
因为中华人民共和国政府未曾对台湾进行过行政管理，所以也未进行行政区划编组。中华人民共和国成立初期，官方每年公布的《中华人民共和国行政区划简册》上关于台湾省市县建制资料为空，并且未标注省会，只括注「待解放」三字。改革开放以后每年公布的《中华人民共和国行政区划简册》上，建制资料和省会名字仍为空，括注改为「资料暂缺」四个字，在该简册的中华人民共和国总图中，省会则标注为「台北」，但非「台北市」。
2016年前，在中华人民共和国出版的“台湾省”地图中，将台湾省划分为7市（其中2市标记为地级行政区，分别为台北市和高雄市；5市标记为县级行政区，分别为基隆市、台中市、台南市、新竹市和嘉义市）和16县（分别为台北县、桃园县、新竹县、宜兰县、台中县、苗栗县、彰化县、云林县、南投县、高雄县、台南县、嘉义县、屏东县、台东县、花莲县以及澎湖县），省会注为台北市；2016年后，中华人民共和国出版的地图开始按照现时實際統治台湾的中华民国政府所設定的行政区划，对应中国大陆的行政区划方式，将台湾分为9市（其中6市标为地级行政区；3市标记为县级行政区）和11县，省会标注为台北市，2016年后的划分情况如下：
| 地图   | 名称   |
|        | 地级市 |
| ------ | ------ |
| 台北市 |        |
| 新北市 |        |
| 桃园市 |        |
| 台中市 |        |
| 台南市 |        |
| 高雄市 |        |
| 县级市 |        |
| 基隆市 |        |
| 嘉义市 |        |
| 新竹市 |        |
| 县     |        |
| 新竹县 |        |
| 嘉义县 |        |
| 苗栗县 |        |
| 彰化县 |        |
| 云林县 |        |
| 屏东县 |        |
| 宜兰县 |        |
| 南投县 |        |
| 花莲县 |        |
| 台东县 |        |
| 澎湖县 |        |

另外，2016年之前，中华人民共和国媒体（包括中共中央台湾工作办公室下属的中国台湾网）的新闻报道中，也习惯使用中华民国政府所設定的行政区划（如将中華人民共和國2016年前主张的臺灣省所轄之“台北縣”称为“新北市”、“桃園縣”称为“桃園市”等）。同时，中国大陆的地图导航软件也多依现状标识台湾地名，在2022年更精確顯示台灣每個街道的交通情況。
2023年2月6日，中华人民共和国自然资源部发布的《公开地图内容表示规范》中，“八、台湾省地图表示规定：（一）台湾省在地图上应当按省级行政单位表示。台北市作为省级行政中心表示（图例中注省级行政中心）。台湾省的新北市、桃园市、台中市、台南市、高雄市按照地级行政中心表示：（二）台湾省地图的图幅范围，应当绘出钓鱼岛和赤尾屿（以“台湾岛”命名的地图除外）。钓鱼岛和赤尾屿既可以包括在台湾省全图中，也可以用台湾本岛与钓鱼岛、赤尾屿的地理关系作附图反映”。

## 政治代表
中華人民共和國現以祖籍台湾、或自台湾迁居中国大陆的人士，其作為中华人民共和国最高国家权力机关全国人民代表大会的台湾省代表，组成全国人民代表大会台湾省代表团，即“代表台湾省人民”，來参加行使国家立法权。
另外，在中国人民政治协商会议全国委员会以及地方委员会的各界别中，设有台湾民主自治同盟、中华全国台湾同胞联谊会两个界别。目前中国共产党主管台湾事务的办事机构为中共中央台湾工作办公室（对外挂有国务院台湾事务办公室牌子），台湾省尚未设置省级人民代表大会、人民政府等政权机构。对台湾省的气象预报等政府服务现由福建省人民政府相关机构承担。

## 交通規劃
中華人民共和國政府曾针对台湾省制定交通計畫及道路編號，但目前現狀尚無實施可能。中华人民共和国交通运输部规划通过两条国家高速公路（包括 京台高速和 台湾环线高速）、两条国道（即 228國道、 319国道）和两条高速铁路（即昆台高速铁路、京台高速铁路）连接中国大陆和台湾岛。
2013年之后，《国家公路网规划》仅包含 京台高速和 319国道，不再出现台湾环线高速和228国道。2016年7月20日，中华人民共和国国家发展和改革委员会在發表的《中長期鐵路網規劃》，明確將京台高鐵列入八條縱向的「主通道」之一，將成為未來中國大陸高速鐵路網的骨架。

## 通訊規劃
中华人民共和国电话区号當中，原本为台湾地区所预留6字头区号。6区交换中心C1局区号026、省级交换中心以及地区交换中心61x、县级交换中心62x亦同时处在於预留状态。但近年来，中华人民共和国工业和信息化部因号段资源不足而将6字头63、66、69号段分配给山东省、广东省、云南省使用。

## 军事巡航
中国人民解放军目前尚未控制台灣。依据《反分裂国家法》的规定，在“‘台独’分裂势力以任何名义、任何方式造成台湾从中国分裂出去的事实，或者是发生将导致台湾从中国分裂出去的重大事变，或者是和平统一的可能性完全丧失”的情况下，中华人民共和国国务院與中央军事委员会則有权採取非和平方式以及其他的必要措施，“維護國家主權與領土完整的能力”。
2017年以来，中国人民解放军空军多次派出戰鬥機、轰炸机、侦察机編隊於美国划设的中華民國防空識別區内進行成体系化绕台岛巡航。中国人民解放军海军也已例行性的出动機艦與船艇绕台航行。
2008年起，中国人民解放军海军和中国海警船多次在钓鱼岛附近海域巡航。